# لامارك كولانكور (مترو باريس)
لامارك كولانكور (بالفرنسية: Lamarck – Caulaincourt)‏ هي محطة مترو تابعة لمترو باريس تقع في فرنسا في الدائرة الثامنة عشرة في باريس.[بحاجة لمصدر]